# Bardhasani
Bardhasani (albanska: Bardhasani, serbiska: Bardosan) är en by i Kosovo. Den ligger i kommunen Gjakova. Enligt den senaste folkräkningen år 2011 fanns det 316 invånare.

## Demografi
| Demografi | 2011 |
| --------- | ---- |
| albaner   | 316  |